# Giannandrea Pecorelli
Giannandrea Pecorelli (* 26. Juni 1958 in Rom) ist ein italienischer Fernseh- und Filmproduzent sowie Filmregisseur und Drehbuchautor.

## Leben
Pecorelli schloss in Literaturwissenschaften ab und belegte Regiekurse am Centro Sperimentale di Cinematografia, wo er 1985 sein Diplom ablegte. Bereits im Jahr zuvor hatte er mit Fuga senza fine über die bleiernen Jahre der jüngeren italienischen Geschichte ein von den Kritikern vielbeachtetes Debüt als Regisseur und Drehbuchautor vorgelegt. Pecorelli entschied sich aber für die Arbeit als Produzent, wo er ab 1987 für Arbeiten von Felice Farina und Franco Piavoli wirkte. 1990 bis 1995 führte er die „RCS Films & TV“, mit der er eine stattliche Anzahl interessanter Film- und Fernsehproduktionen betreute (Allein gegen die Mafia, Staffeln 5 + 6; Un cane sciolto; Atlantide; Die Bartholomäusnacht u. a.). Nach einem einzigen weiteren Regieausflug 1996, dem Kurzfilm Animali notturni, war er von 1997 bis 2000 bei Raifiction, wo er die Senderstruktur neu ordnete und große Publikumserfolge wie Più leggero non basta, die Incantesimo-Reihe und die Serie Un medico in famiglia vorweisen konnte.
2006 produzierte Pecorelli den großen Erfolg Notte prima degli esami, später Questo piccolo grande amore und Bar Sport.
Pecorelli beriet das Istituto Luce und für den Bereich Produktionstechnik das C.S.C. und hatte Lehraufträge an den Universitäten Turin und Florenz. Er ist Autor von Fai un film. Guida alla produzione creativa.

## Filmografie
Regisseur
- 1984: Fuga senza fine

Produzent
- 1986: Sembra morto... ma è solo svenuto
- 1989: Nostos: Il ritorno
- 1996: Stimmen in der Zeit (Voci nel Tempo)
- 1998: Die rote Violine (Il violino rosso)
- 2006: Notte prima degli esami
- 2007: Notte prima degli esami - Oggi
- 2009: Questo piccolo grande amore
- 2011: Bar Sport
- 2017: Adesso tocca a me
- 2018: Arrivano i prof